# Klaviatur

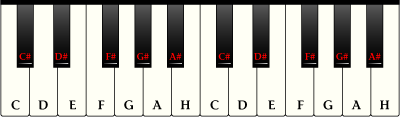
Tonernas namn på tangenterna på en klaviatur

En klaviatur är en rad inramade tangenter på ett klaverinstrument. Det används även om rad av tangentliknande plattor eller knappar på andra instrument. En klaviatur spelas med händerna (manualklaviatur) eller fötterna (pedalklaviatur). Det första instrumentet med klaviatur var vattenorgeln, som var ett viktigt instrument i Antikens Rom.  
Till klaviaturinstrumenten räknas även cembalo, spinett, pianodragspel, orgel, elorgel och synthesizer och alla andra instrument där man spelar på ett klaviatur.